# Pristimantis celator
Pristimantis celator é uma espécie de anfíbio da família Craugastoridae.
Pode ser encontrada nos seguintes países: Colômbia e Equador.
Os seus habitats naturais são: regiões subtropicais ou tropicais húmidas de alta altitude, jardins rurais e florestas secundárias altamente degradadas.
Está ameaçada por perda de habitat.